# 中華饅 (日本)

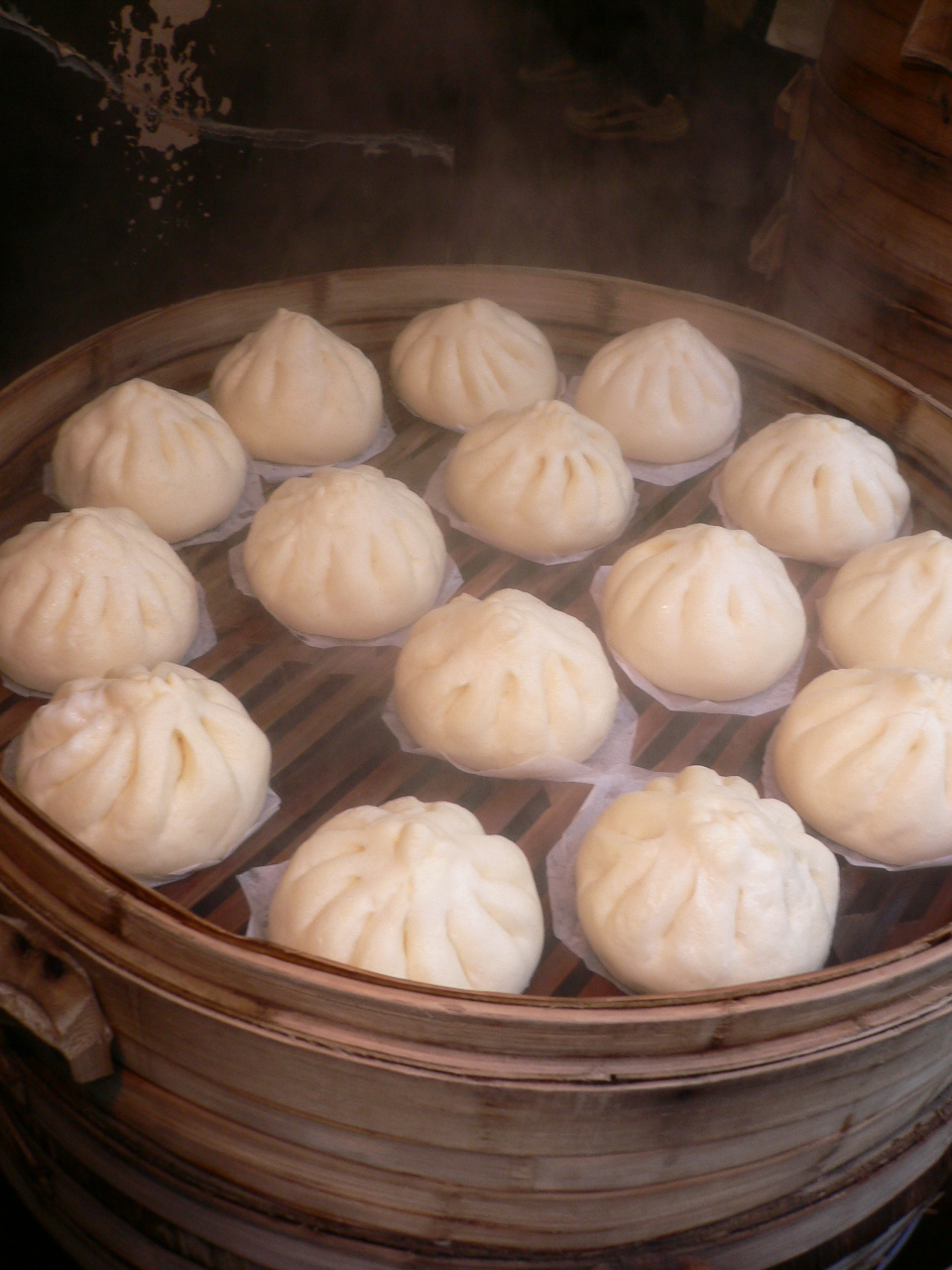
正在籠中蒸製的中華肉饅

中華饅（日语：中華まん）在日本料理中意指一種有肉餡的日本鹹味麵點，雖然它名為饅頭但是卻和中國的包子更加類似。其主要原材料爲小麦粉、水、酵母、發粉等，肉餡基本以豬肉為主，但是牛肉餡的也有。以蒸製爲烹飪方式。
在日本最具代表性的中華饅是肉饅，和中國的豬肉包子接近，但是在肉餡中加入了大量的筍子、洋蔥與大蒜。

## 歷史
中華饅具體的發源地有多種說法。雖然在日本從事料理業的華人早已在日本的中華街開始製作並售賣包子，但最早製作現在流行於日本的中華饅之店家一說爲中村屋，其創業者相馬夫婦在1925年訪華時品嚐到中國的包子後決定對其加以改良引入日本；由於中式包子麵皮吸收油脂對喜食清淡口味的日本人來說難以接受，故其聘請華人廚師製作了麵皮較不易油膩的版本，在1927年以的名義開始銷售，後來在日本的中華街廣爲流傳。由於日語中饅頭已成爲一種與中國麵點迥異的和菓子的名稱，故這種麵點後來普遍稱爲「中華饅」。
另一說中華饅的起源是神戶中華街的店家先代以（豚即豬肉）爲名義販售的中國包子，但因年代久遠已無法確定其製作工藝與現在日本流行的中華饅是否相同。

## 與日式甜饅頭的區別
和鹹味的中華饅不同，日本還有一種饅頭叫做餡饅（あんまん），即日式甜饅頭，餡一般指的是紅豆餡。

## 引用
1. ↑  .   [2020-06-25]. （原始内容存档于2013-11-11）.
2. 1 2  Glico[永久]
3. ↑  .   [2020-06-25]. （原始内容存档于2013-11-11）.
4. ↑  .   [2020-06-25]. （原始内容存档于2012-10-17）.
5. ↑  . 朝日新聞. 2011-09-18  [2011-09-19]. （原始内容存档于2011-09-19）.
6. ↑  .   [2020-06-25]. （原始内容存档于2013-11-11）.